# Slatina (okres Kladno)
Obec Slatina (katastrální území Slatina u Velvar) se nachází v okrese Kladno, kraj Středočeský. Rozkládá se asi třináct kilometrů severovýchodně od Kladna. Žije zde 635 obyvatel.

## Historie

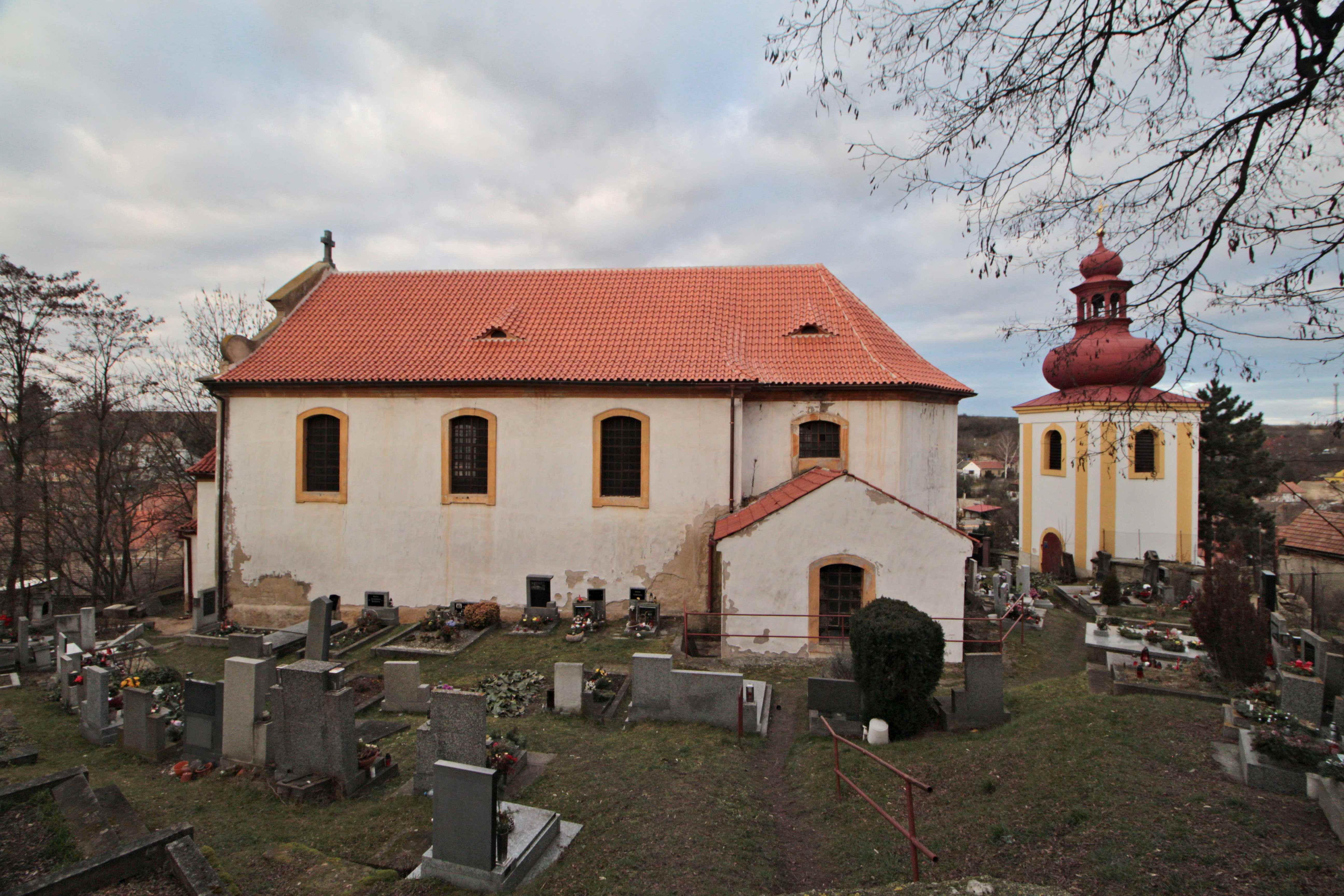
Kostel svatého Vojtěcha se zvonicí

První písemná zmínka o obci pochází z roku 1318. Na území Slatin byly objeveny historické archeologické nálezy – hroby z doby římského císařství, střepy z nádob, bronzové spony, stříbrné i zlaté ozdoby, skleněné korále, jemně zpracované šperky a kadidlo, zbytky pecí na tavení železa atd.

### Územněsprávní začlenění
Dějiny územněsprávního začleňování zahrnují období od roku 1850 do současnosti. V chronologickém přehledu je uvedena územně administrativní příslušnost obce v roce, kdy ke změně došlo:
- 1850 země česká, kraj Praha, politický okres Slaný, soudní okres Velvary[4]
- 1855 země česká, kraj Praha, soudní okres Velvary[4]
- 1868 země česká, politický okres Slaný, soudní okres Velvary[4]
- 1913 země česká, kraj Praha, politický okres Kralupy nad Vltavou, soudní okres Velvary[5]
- 1939 země česká, Oberlandrat Mělník, politický okres Kralupy nad Vltavou, soudní okres Velvary[6]
- 1942 země česká, Oberlandrat Praha, politický okres Kralupy nad Vltavou, soudní okres Velvary[7]
- 1945 země česká, politický okres Kralupy nad Vltavou, soudní okres Velvary[8]
- 1949 Pražský kraj, okres Kralupy nad Vltavou[9]
- 1960 Středočeský kraj, okres Kladno[10]

### Rok 1932
V obci Slatina (658 obyvatel) byly v roce 1932 evidovány tyto živnosti a obchody: cihelna, 3 obchody s cukrovinkami, holič, 3 hostince, kolář, konsum Svépomoc, kovář, 2 krejčí, 2 obchody s mlékem, 3 obuvníci, pokrývač, 2 rolníci, 2 řezníci, 4 obchody se smíšeným zbožím, spořitelní a záložní spolek pro Slatinu, švadlena, trafika, obchod s uhlím, státní velkostatek, zahradnictví.

## Pamětihodnosti
- Kostel svatého Vojtěcha – původně gotický kostel z doby okolo roku 1352 byl roku 1717 přestavěn barokně.
- Zvonice – hranolová zvonice, členěná lizénami a zakončena cibulovou bání stojící vedle kostela. Byly v ní zavěšeny tři zvony od pražského zvonaře Františka Antonína Franka, z nichž dva byly zrekvírovány za první světové války.
- Socha svaté Kateřiny – socha z 2. poloviny 18. století.
- Památník obětem první světové války

## Doprava

### Dopravní síť
Do obce vedou silnice III. třídy.
Železniční trať ani stanice na území obce nejsou. Nejblíže obci je železniční stanice Olovnice ve vzdálenosti 2 km ležící na trati 110 z Kralup nad Vltavou do Slaného a Loun.

### Veřejná doprava 2025
V obci zastavovala v pracovních dnech autobusové linky PID 620 Kladno - Třebusice - Kralupy nad Vltavou (v pracovních dnech 18 spojů, o víkendu 4 spoje) (dopravce AKV bus, a.s.) a 623 Kladno - Třebusice - Velvary (v pracovních dnech 2 spoje, o víkendu nejezdí) (dopravce AKV bus, a.s.).

## Fotogalerie

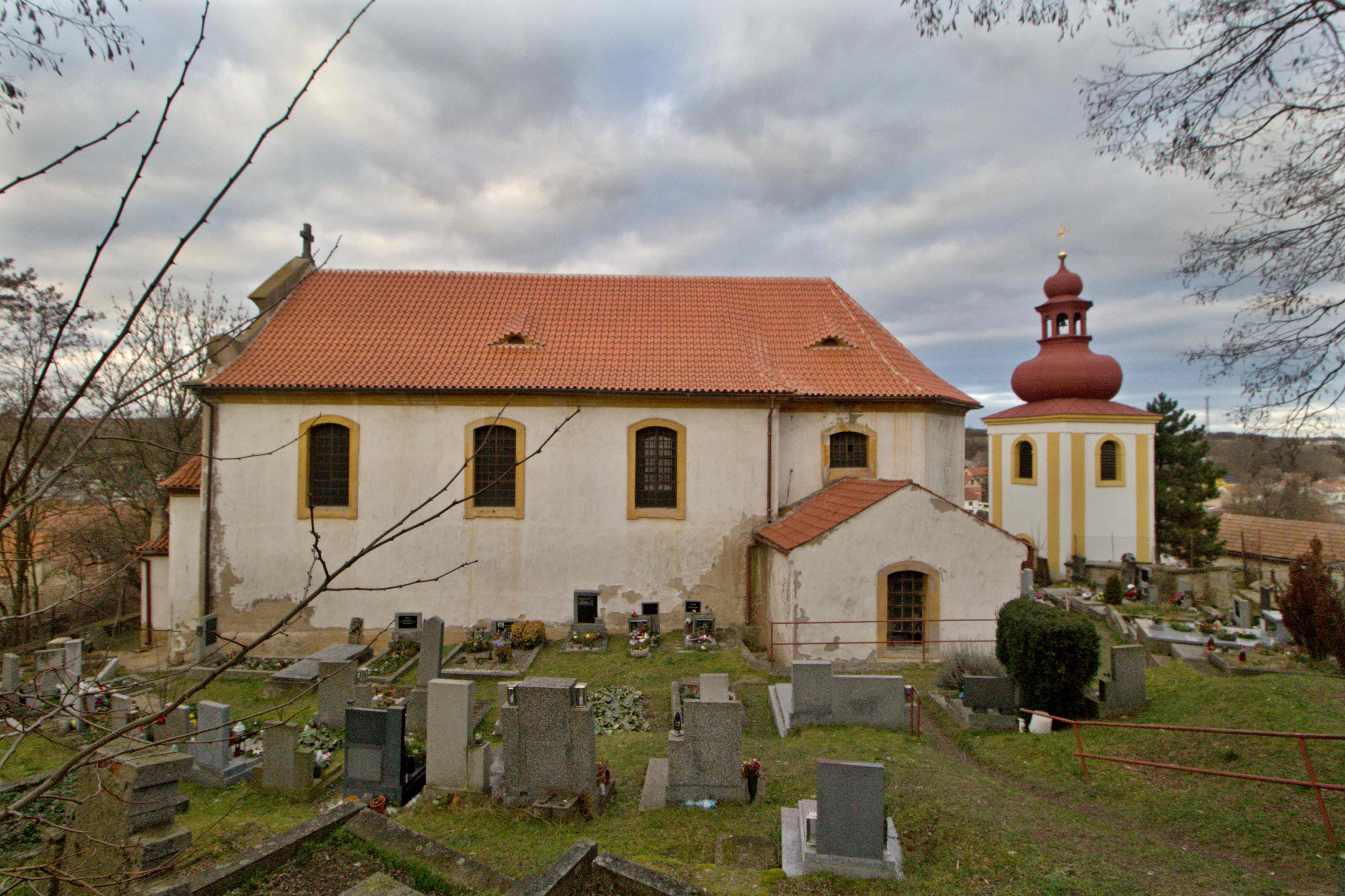
Kostel svatého Vojtěcha se zvonicí
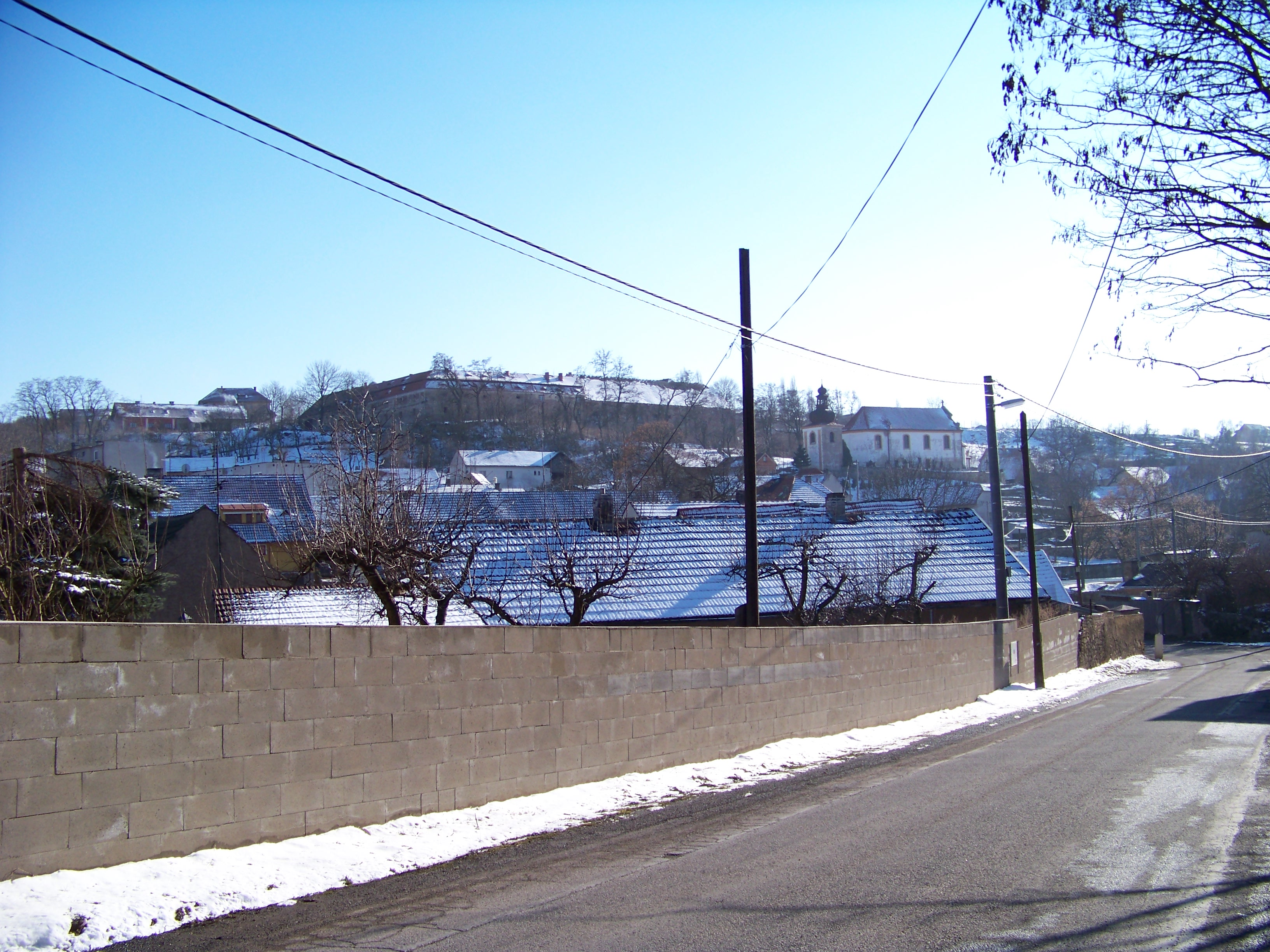
Statek a kostel jako dominanty obce
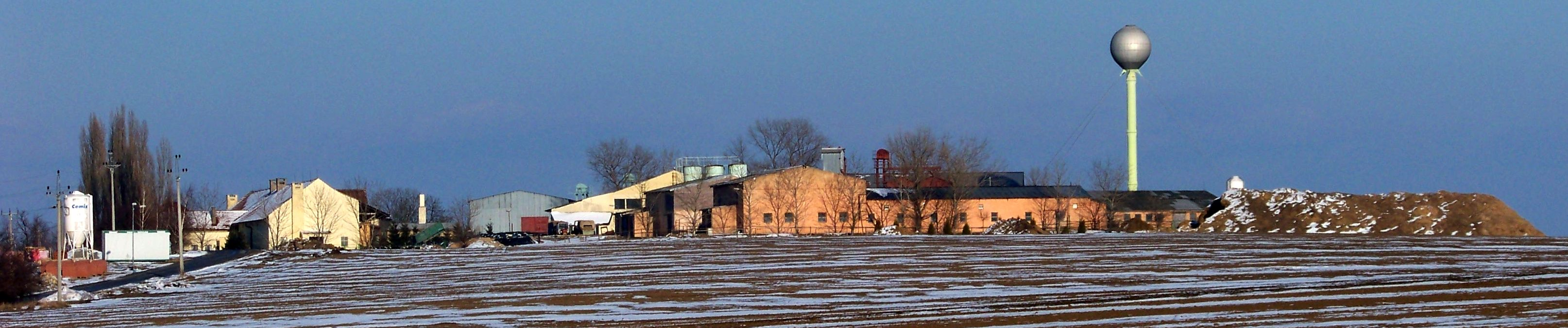
Zemědělský areál (bývalé JZD Mír) a vodojem
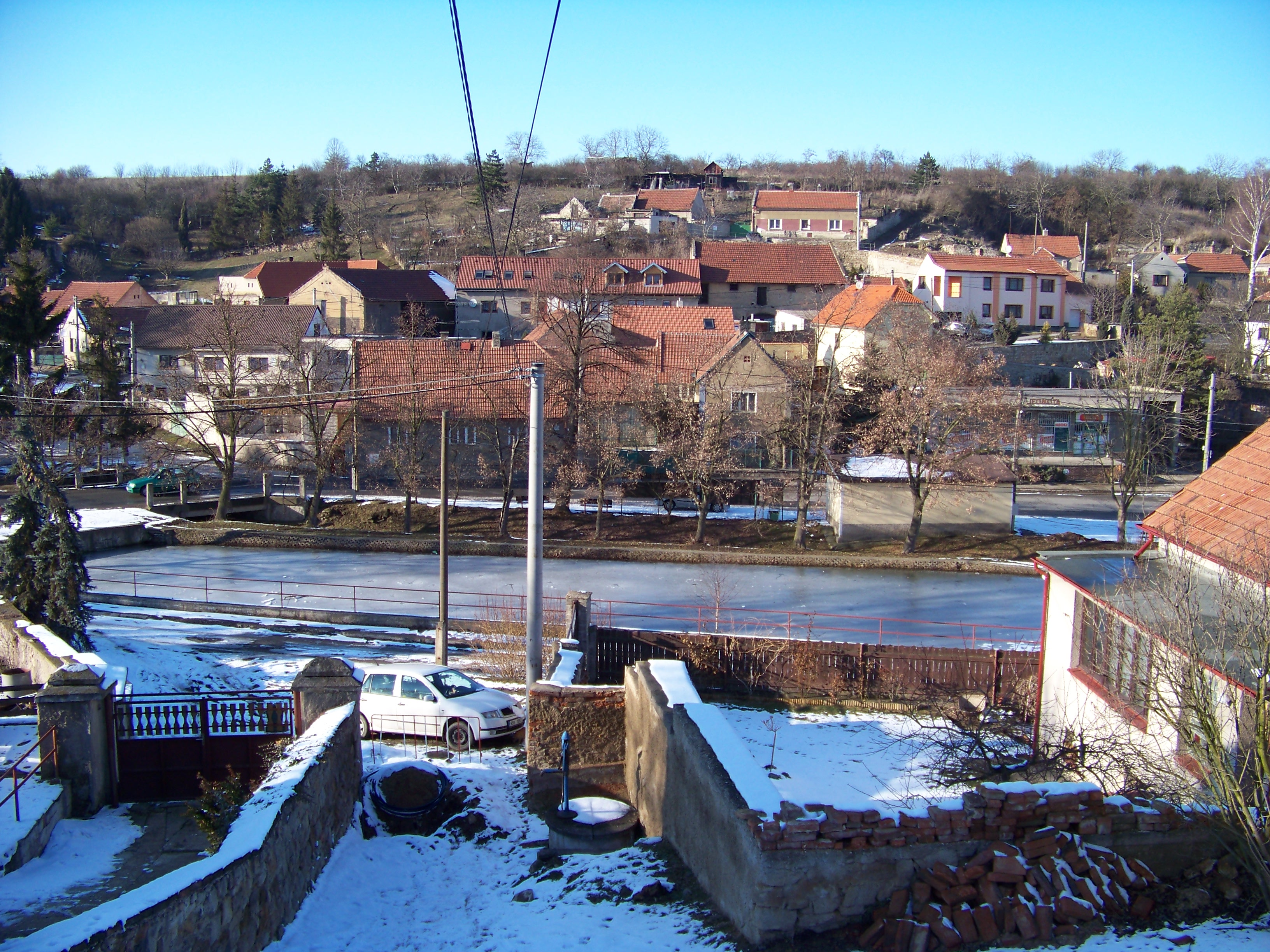
Náves s autobusovou zastávkou
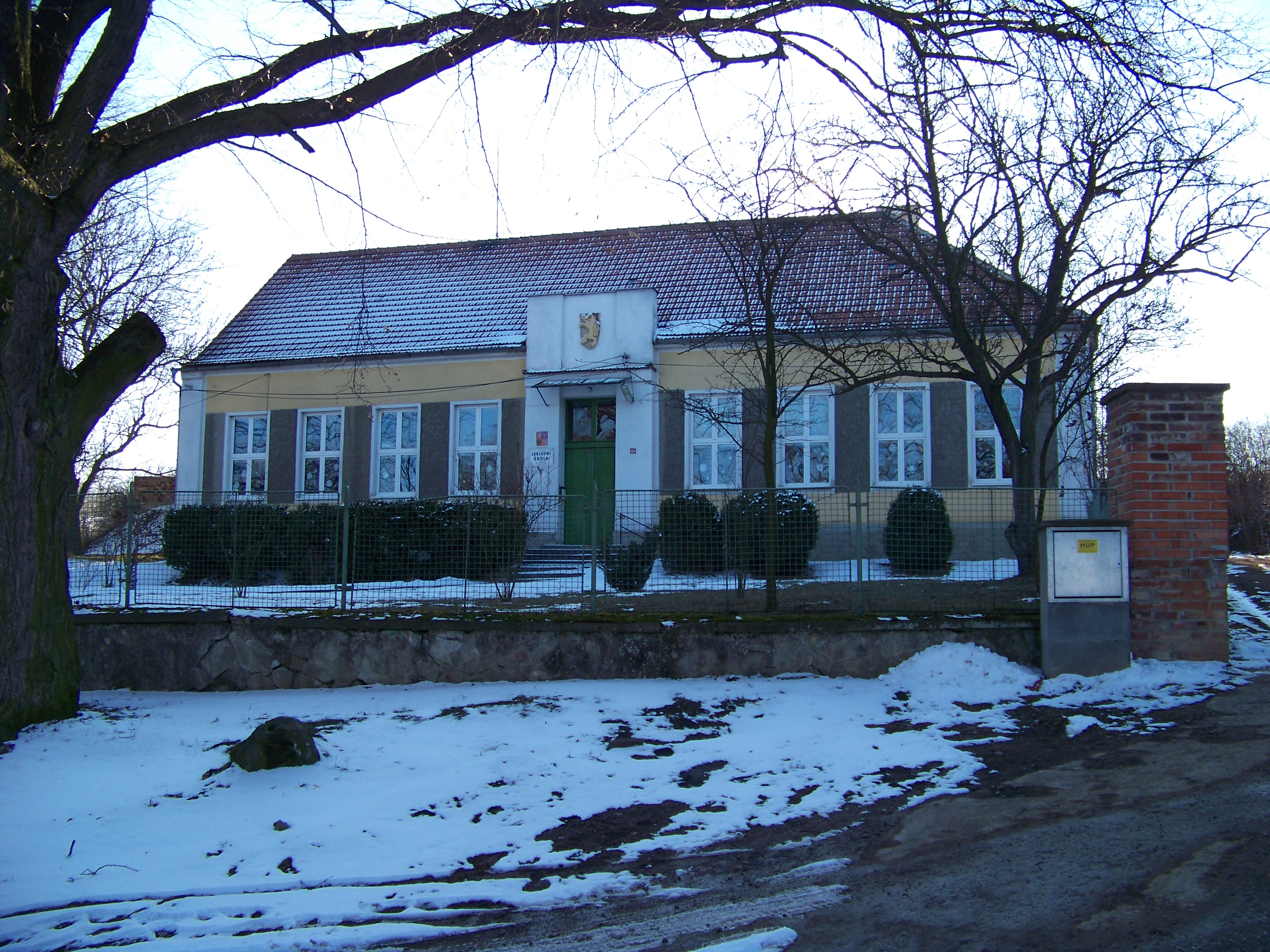
Škola